# Lili de Alvarez
Lili de Alvarez, Spaans: Lilí Álvarez (Rome, 9 mei 1905 - Madrid, 8 juli 1998) was een Spaanse sportster, een internationaal tenniskampioene, een auteur en een journaliste.
Als Elia Maria Gonzalez-Alvarez y Lopez-Chicheri werd ze geboren in het Hotel Flora in Rome, Italië. Zij werd opgevoed in Zwitserland en begon met sporten toen ze nog zeer jong was. Op haar elfde won ze haar eerste kunstschaatstoernooi. Op haar zestiende won ze het Sankt Moritz-kunstschaatstoernooi. Ze won haar eerste tennistoernooi op haar veertiende. Alvarez was een alpineskiër en een autoracer die het "Campeonato de Cataluna de Automovilismo" op haar negentiende won.
In 1927 schreef Alvarez een boek in het Engels: "Modern Lawn Tennis". In 1934 trouwde Alvarez met graaf Jean de Gaillard de la Valdène, een Frans aristocraat en diplomaat.

## Winnares in het enkelspel
| nr. | datum | toernooi                    | cat. | ondergrond | tegenstandster in de finale | score         |
| --- | ----- | --------------------------- | ---- | ---------- | --------------------------- | ------------- |
| 1   | 1930  | Internazionali BNL d'Italia |      | gravel     | Lucia Valerio               | 3-6, 8-6, 6-0 |

## Verliezend finaliste in het enkelspel
| nr. | datum | toernooi  | cat.       | ondergrond | winnares             | score         |
| --- | ----- | --------- | ---------- | ---------- | -------------------- | ------------- |
| 1   | 1926  | Wimbledon | Grand Slam | gras       | Kitty McKane Godfree | 6-2, 4-6, 6-3 |
| 2   | 1927  | Wimbledon | Grand Slam | gras       | Helen Wills          | 6-2, 6-4      |
| 3   | 1928  | Wimbledon | Grand Slam | gras       | Helen Wills          | 6-2, 6-3      |

## Dubbelspeltitels
| nr. | datum | toernooi                    | cat.       | ondergrond | partner       | tegenstandsters in de finale | score         |
| --- | ----- | --------------------------- | ---------- | ---------- | ------------- | ---------------------------- | ------------- |
| 1   | 1929  | Roland Garros               | Grand Slam | gravel     | Kea Bouman    | Bobbie Heine Alida Neave     | 7-5, 6-3      |
| 2   | 1930  | Internazionali BNL d'Italia |            | gravel     | Lucia Valerio | Claude Anet M. Neufels       | 7-5, 6-7, 7-6 |

## Finales gemengd dubbelspel
| nr. | datum | toernooi      | cat.       | ondergrond | partner     | tegenstanders in de finale        | score         |
| --- | ----- | ------------- | ---------- | ---------- | ----------- | --------------------------------- | ------------- |
| 1   | 1927  | Roland Garros | Grand Slam | gravel     | Bill Tilden | Marguerite Broquedis Jean Borotra | 6-4, 2-6, 6-2 |

## Resultaten grandslamtoernooien
| Legenda | Legenda                          |
| ------- | -------------------------------- |
| g.t.    | geen toernooi gehouden           |
| l.c.    | lagere categorie                 |
| –       | niet deelgenomen                 |
| G       | uitgeschakeld in de groepsfase   |
| 1R      | uitgeschakeld in de eerste ronde |
| 2R      | uitgeschakeld in de tweede ronde |
| 3R      | uitgeschakeld in de derde ronde  |
| 4R      | uitgeschakeld in de vierde ronde |
| KF      | uitgeschakeld in de kwartfinale  |
| HF      | uitgeschakeld in de halve finale |
| F       | de finale verloren               |
| W       | het toernooi gewonnen            |
| w-v     | winst/verlies-balans             |

### Enkelspel
| Toernooi        | 1925  | 1926  | 1927  | 1928  | 1929  | 1930  | 1931  | 1932  | 1933  | 1934  | 1935  | 1936  | 1937  |        |
| --------------- | ----- | ----- | ----- | ----- | ----- | ----- | ----- | ----- | ----- | ----- | ----- | ----- | ----- | ------ |
| Australian Open | –     | –     | –     | –     | –     | –     | –     | –     | –     | –     | –     | –     | –     | 0 / 0  |
| Roland Garros   | 1R    | –     | KF    | –     | –     | HF    | HF    | 3R    | –     | –     | 1R    | HF    | HF    | 0 / 8  |
| Wimbledon       | –     | F     | F     | F     | 4R    | 1R    | 3R    | –     | –     | –     | 2R    | 4R    | 4R    | 0 / 9  |
| US Open         | –     | –     | –     | –     | –     | –     | –     | –     | –     | –     | –     | –     | –     | 0 / 0  |
| W/D             | 0 / 1 | 0 / 1 | 0 / 2 | 0 / 1 | 0 / 1 | 0 / 2 | 0 / 2 | 0 / 1 | 0 / 0 | 0 / 0 | 0 / 2 | 0 / 2 | 0 / 2 | 0 / 17 |

W/D = aantal keer gewonnen t.o.v. aantal deelnames
- Biblioteca Nacional de España: XX1125353
- Bibliothèque nationale de France: cb177255141 (data)
- Catàleg d'autoritats de noms i títols de Catalunya: 981058515246206706
- Gemeinsame Normdatei: 104573287
- International Standard Name Identifier: 0000 0000 5927 7187
- Library of Congress Control Number: no99050383
- Nederlandse Thesaurus van Auteursnamen: 080162290
- Istituto Centrale per il Catalogo Unico: IEIV090678
- Système universitaire de documentation: 16073066X
- Virtual International Authority File: 448353
- WorldCat: E39PBJdmgB6tQcJMvKx8c3R3Qq